# Катарина Бугарска
Катарина Бугарска (буг. Екатерина) је била византијска царица, супруга Исака I Комнина (1057—1059).

## Биографија
Катарина је била ћерка Јована Владислава, последњег бугарског цара (1015—1018) и Марије. Имала је петорицу браће: Пресијана, Арона, Алусијана, Трајана и Радомира. Припадала је династији Комитопула. Након што је постао цар, Исак I јој је доделио титулу августе. Исак је постао византијски цар 1057. године. Податке о Катарини оставио је византијски хроничар Михаило Псел. Исак је абдицирао 22. новембра 1059. године. Отишао је у манастир Светог Јована Крститеља где је провео остатак живота. Умро је 1060. или 1061. године као монах. Након абдикације свог мужа, Катарина се појављује једно време као савладар Константина X. Повукла се у манастир Мирелајон. Катарина је Исаку родила двоје деце. Манојло Комнин (око 1030—1042./57) је био ожењен ћерком протоспатра Хелиоса. Марија Комнин је рођена око 1034. године. Податке о њеној лепоти забележио је Михаило Псел. Као и њена мајка, замонашила се у Мирелајону. Година смрти Катарине Бугарске није позната.